# Claudia Faniello

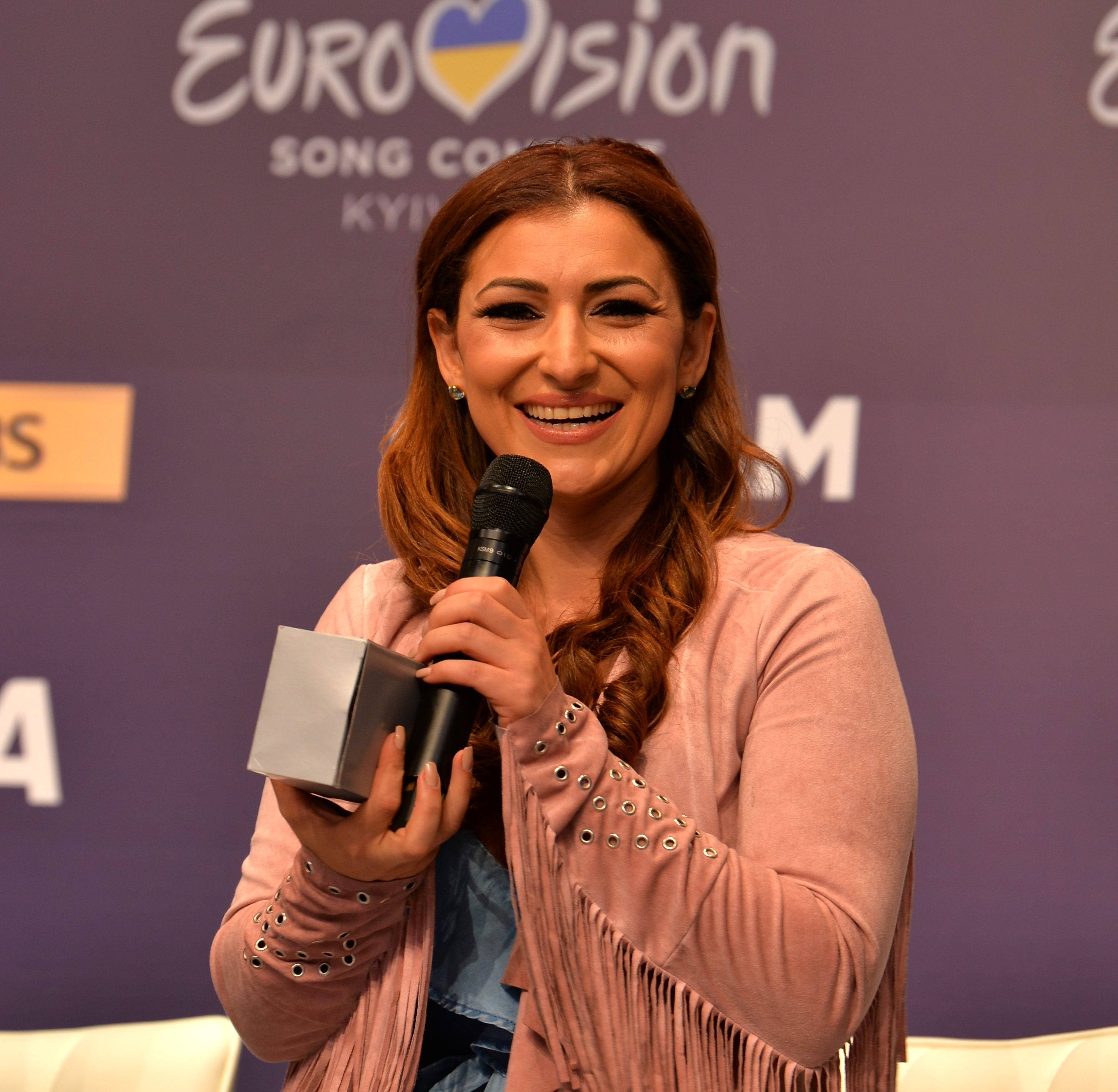
Claudia Faniello (2017)

Claudia Faniello (* 25. Februar 1988 in Qawra) ist eine maltesische Sängerin. Sie ist die Schwester von Fabrizio Faniello.

## Karriere
Faniello begann ihre Karriere als Zwölfjährige, als sie in verschiedenen Fernsehshows und Festivals auftrat. 2006 nahm sie erstmals am Malta Song for Europe, dem maltesischen Vorentscheid zum Eurovision Song Contest, teil. Beim Malta Song for Europe 2006 erreichte sie mit High Alert Platz zwölf von achtzehn, während ihr Bruder gewann und Malta beim Eurovision Song Contest 2006 vertreten durfte. Beim Malta Song for Europe 2007 nahm sie mit L-Imħabba Għamja teil, schied jedoch in der Vorrunde als neunte von sechzehn aus. Im Folgejahr beim Malta Song for Europe 2008 nahm sie gleich doppelt teil: Sowohl mit dem Lied Caravaggio als auch mit Sunrise gelangte sie ins Finale, wo sie unter acht Teilnehmern die Plätze zwei und drei belegte. Beim Malta Song for Europe 2009 gelang ihr mit Blue Sonata keine Podestplatzierung. Mit Sumsara belegte sie beim Malta Song for Europe 2010 Platz acht von zwanzig, nachdem sie sich in der Vorrunde für das Finale qualifiziert hat. 2011 qualifizierte sie sich mit Movie in My Mind erneut für das Finale, wo sie den neunten von sechzehn Plätzen belegte, während ihr Bruder es auf Platz vier schaffte. Nach der Vorrundenqualifikation gelang ihr beim Malta Song for Europe 2012 mit Pure Platz zwei, also besser als Fabrizio, der nur den sechsten Platz erreichte. When It’s Time war ihr Titel 2013, mit dem sie den siebten Platz von sechzehn erreichte. Am Malta Song for Europe 2014 nahm sie nicht teil; ihr Bruder schied in der Vorrunde aus.
Erst zum Malta Song for Europe 2017 kehrte sie zurück. Am 18. Februar gelang ihr schließlich mit der Ballade Breathlessly der Sieg, sodass sie Malta beim Eurovision Song Contest 2017 in Kiew vertrat. Nach ihrer Teilnahme im zweiten Halbfinale konnte sie sich aber nicht für das Finale qualifizieren.

## Diskografie

### Alben
- 2010: Convincingly Better

### Singles
- 2006: Ma Nafx
- 2006: High Alert!
- 2007: Wild Flower
- 2007: L-imhabba ghamja
- 2008: Caravaggio
- 2008: Sunrise
- 2009: Blue Sonata
- 2010: Samsara
- 2010: I Hate This Song
- 2011: Movie in My Mind
- 2012: Pure
- 2013: When It’s Time
- 2014: One Fine Day
- 2015: Miles Away
- 2016: You Said
- 2017: Breathlessly
- 2019: Fallin
- 2020: Say